# Когнитивни стилови
Когнитивни стилови  (од лат. речи = cognitio - знање и грчке речи = pera – слово, штап за писање) су индивидуални начини ораде когнитивних информација (индивидуални разлике међу појединцима у начину на који перципирају, памте, размишљају и решавају поблем). Когнитивни стилови могу бити: дивергентни, интуитивни и маштовити.
Когнитивни стил се обично разликује од когнитивне способности или нивоа – први се мери такозваним тестовима интелигенције. Још увек постоје неслагања око значења појма "когнитивни стил". Ипак, појам "когнитивни стил" широко се користи, посебно у примењеној психологији (пословној, као и педагошкој психологији, у којој појам когнитивни стил има синоним – "стил учења").

## Дефиниције
Дефиниције когнитивниг стилова не разликују се по својој суштини али се могу свести на следеће:
- Когнитивни сазнајни стил се односи на индивидуалне разлике у начину опажања, памћења, мишљења, и решавања проблема.
- Сваки појединац има свој индивидуални стил учења, опажања или сазнавања спољњег света.
- По томе се сваки ученик разликује од другог ученика.
- Когнитивни стилови се односе на стратегије учења и решавања проблема и у себи  укључују мотивацију, емоције, опажања, ставове, услове средине и слично.

## Историја
Концепт когнитивног стила прво је употребио А. Адлер да би означио особину личности, што је стандардна појединачна карактеристика когнитивних процеса који унапред одређују употребу различитих стратегија истраживања. У оквиру његове индивидуалне психологије, схваћен је као особитост животног пута појединца, структуриран постављањем и постизањем циљева.
Г.Аллпорт је почео испитивати когнитивни стил као целовити систем на алату о особи (начине и средства за постизање циљева). Накнадно су у овај проблем  укључени Стаднер К., Х. Виткин и други.
У бившем Совјетском Савезу овим проблемом бавили су се Колга ВА (Естонија), а проучавањем когнитивних стиловѕ бавили су се и Теплова-Небyлитсyн школа (Москва), МА хладно (Кијев, од 1990 – Москва), Александар Либин, и други.
Најчешће се у литератури среће око 10-15 когнитивне стилове (а уз напомену да су многи од њих очигледно повезана једни с другима, а разлика у терминологији је због различитих приступа аутора. Међутим најзаступљенији су:
- звисност о пољу;
- конкретност – апстрактност;
- уска – широк распон еквиваленције;
- Narrowness – ширина категорије;
- крутог – флексибилна когнитивна контрола;
- ниска висока толеранција на нереално искуство;
- фокусирање – контрола скенирања;
- изравнавање – оштрење;
- импулзивност – рефлективност;
- когнитивна једноставност – сложеност;